# مايكل دوبسون (مؤلف)
مايكل دوبسون (بالإنجليزية: Michael Dobson)‏ (9 سبتمبر 1952، تشارلوت في الولايات المتحدة)؛ روائي أمريكي.